# Убальди, Бенедетто
Бенедетто Убальди (итал. Benedetto Ubaldi; 1588, Перуджа, Папская область — 18 января 1644, там же) — итальянский куриальный кардинал. Епископ Перуджи с 2 апреля 1634 по 14 декабря 1643. Апостольский легат в Болонье с 2 июня 1634 по 22 июня 1637. Кардинал-дьякон с 28 ноября 1633, с титулярной диаконией Санти-Вито-Модесто-э-Крешенция с 9 января 1634 по 18 января 1644.